# Mersey Gateway Bridge
Most Mersey Gateway Bridge łączy miasta Runcorn oraz Widnes w hrabstwie Cheshire, w regionie North West Wielkiej Brytanii. Most rozpościera się nad rzeką Mersey oraz kanałem Manchester Ship Canal. 
Mersey Gateway Bridge został uroczyście otwarty w październiku 2017 r. Most ma długość 2,2 km i szerokość 60 m. Wysokość najwyższego pylonu wynosi 125 m.
Jest mostem płatnym, opłaty uiszcza się poprzez stronę internetową.